# Saint-Léon (Gironde)
Saint-Léon ist eine französische Gemeinde im Département Gironde in der Region Nouvelle-Aquitaine. Die Gemeinde liegt im Einzugsgebiet der Stadt Bordeaux. Im Jahr 1962 hatte der Ort 181 Einwohner, aktuell sind es 298 Einwohner (Stand 1. Januar 2022).
Die Gemeinde gehört zum Kanton L’Entre-deux-Mers im Arrondissement Bordeaux. Hier entspringt das Flüsschen Canaudonne und entwässert zur Dordogne.

## Bevölkerungsentwicklung
| Jahr                       | 1962 | 1968 | 1975 | 1982 | 1990 | 1999 | 2006 | 2017 |
| Einwohner                  | 181  | 197  | 174  | 198  | 195  | 242  | 282  | 339  |
| Quellen: Cassini und INSEE |      |      |      |      |      |      |      |      |

## Weinbau
Saint-Léon liegt in der Weinbauregion Entre deux mers.

## Baudenkmäler
- Kirche Saint-Léon

Siehe auch: Liste der Monuments historiques in Saint-Léon (Gironde)

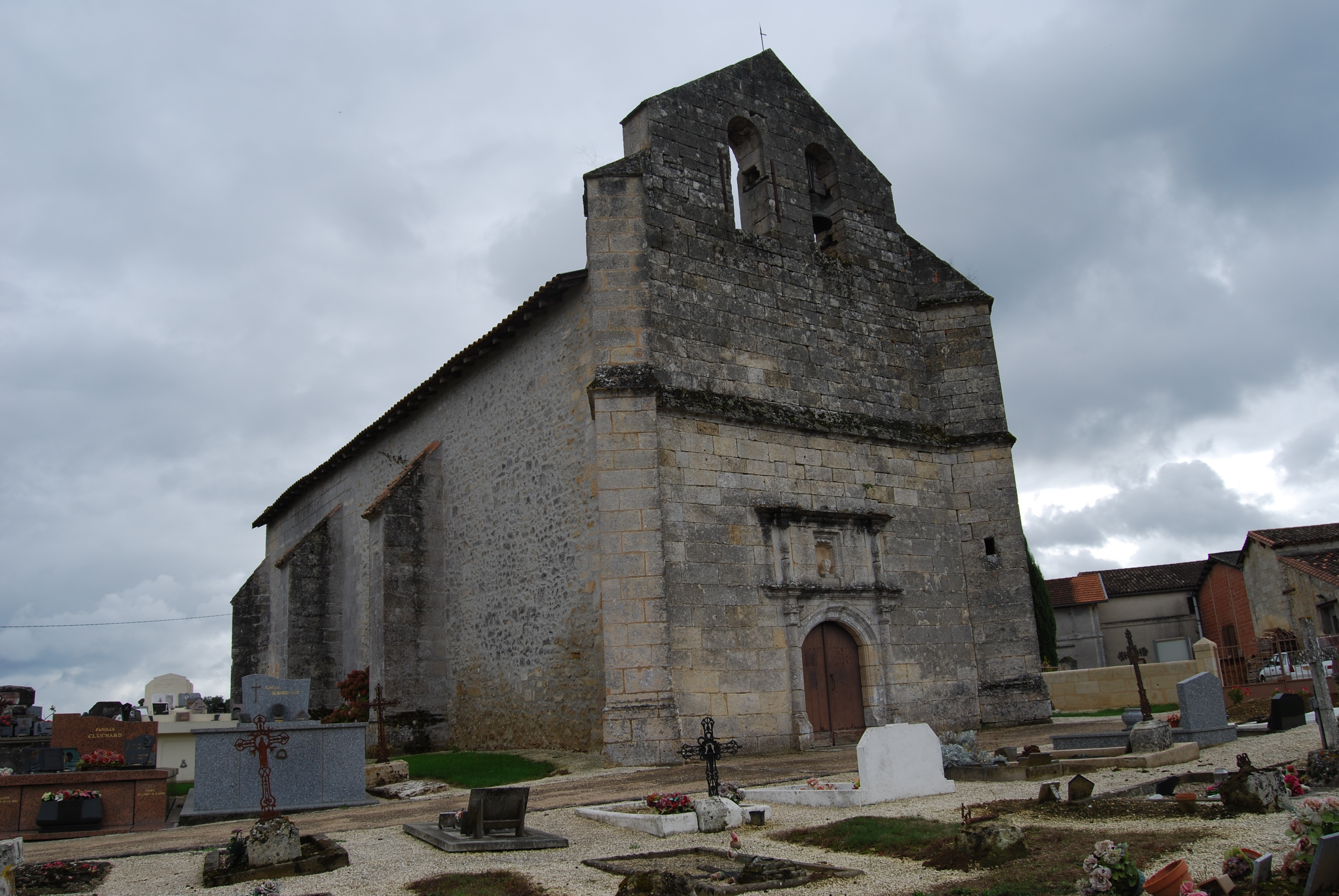
Kirche Saint-Léon